# كينيث أ. بلانت
كينيث أ. بلانت هو سياسي أمريكي، ولد في 17 ديسمبر 1939 في أورلاندو في الولايات المتحدة، وتوفي في 1 مارس 2015 في تالاهاسي في الولايات المتحدة. نشط حزبياً في الحزب الجمهوري. وقد انتخب عضو مجلس ولاية فلوريدا ‏.